# Oulad Bouali Nouaja
Oulad Bouali Nouaja (franska: Oulad Bouali Nouaja (CR), Oulad Bouali Nouaja (Commune Rurale), arabiska: اولاد عامر) är en kommun i Marocko.   Den ligger i provinsen Settat och regionen Casablanca-Settat, i den norra delen av landet, 160 km söder om huvudstaden Rabat. Antalet invånare är 7 402.